# Olympic Khoa học trẻ Quốc tế
Olympic Khoa học trẻ Quốc tế (tiếng Anh: International Junior Science Olympiad, viết tắt: IJSO) là một kỳ thi khoa học quốc tế dành cho học sinh không quá 15 tuổi. Kỳ thi này được tổ chức lần đầu tiên vào năm 2004 ở Jakarta, Indonesia và từ đó được tổ chức mỗi năm một lần. Mỗi nước có thể cử một đội tối đa 6 học sinh và 3 lãnh đạo đội. Đây là một trong các kỳ thi Olympic Khoa học Quốc tế.

## Các phần thi
Kỳ thi gồm có ba bài kiểm tra riêng biệt trong các ngày khác nhau. Các bài kiểm tra đòi hỏi kiến thức về khoa học (vật lý, hóa học và sinh học). Điểm số tối đa là 100 điểm.

### Thi trắc nghiệm
Phần thi trắc nghiệm gồm 30 câu hỏi nhiều lựa chọn, 10 câu liên quan đến vật lý, 10 câu liên quan đến hóa học, và 10 câu liên quan đến sinh học. Mỗi câu có 4 phương án lựa chọn. Thí sinh kiếm được 1 điểm cho mỗi câu trả lời đúng, 0 điểm nếu không trả lời câu hỏi, và bị trừ 0,25 điểm cho mỗi câu trả lời sai. Điểm số tối đa cho phần thi trắc nghiệm này là 30 điểm.

### Thi lý thuyết
Phần thi lý thuyết gồm ba phần nhỏ, mỗi phần dành cho một môn. Mỗi phần có nhiều câu hỏi về một hoặc nhiều chủ đề từ môn khoa học tương ứng. Điểm số tối đa cho phần thi này là 30 điểm.

### Thi thực nghiệm
Phần thi thực nghiệm được thực hiện theo từng nhóm tối đa 3 học sinh thuộc cùng một nước, mỗi nước có thể có tối đa 2 đội. Các nhóm nên tuân theo hướng dẫn và trả lời các câu hỏi được đề nghị. Tất cả học sinh của nhóm nhận số điểm như nhau. Điểm số tối đa cho phần thi này là 40 điểm.

## Giải thưởng

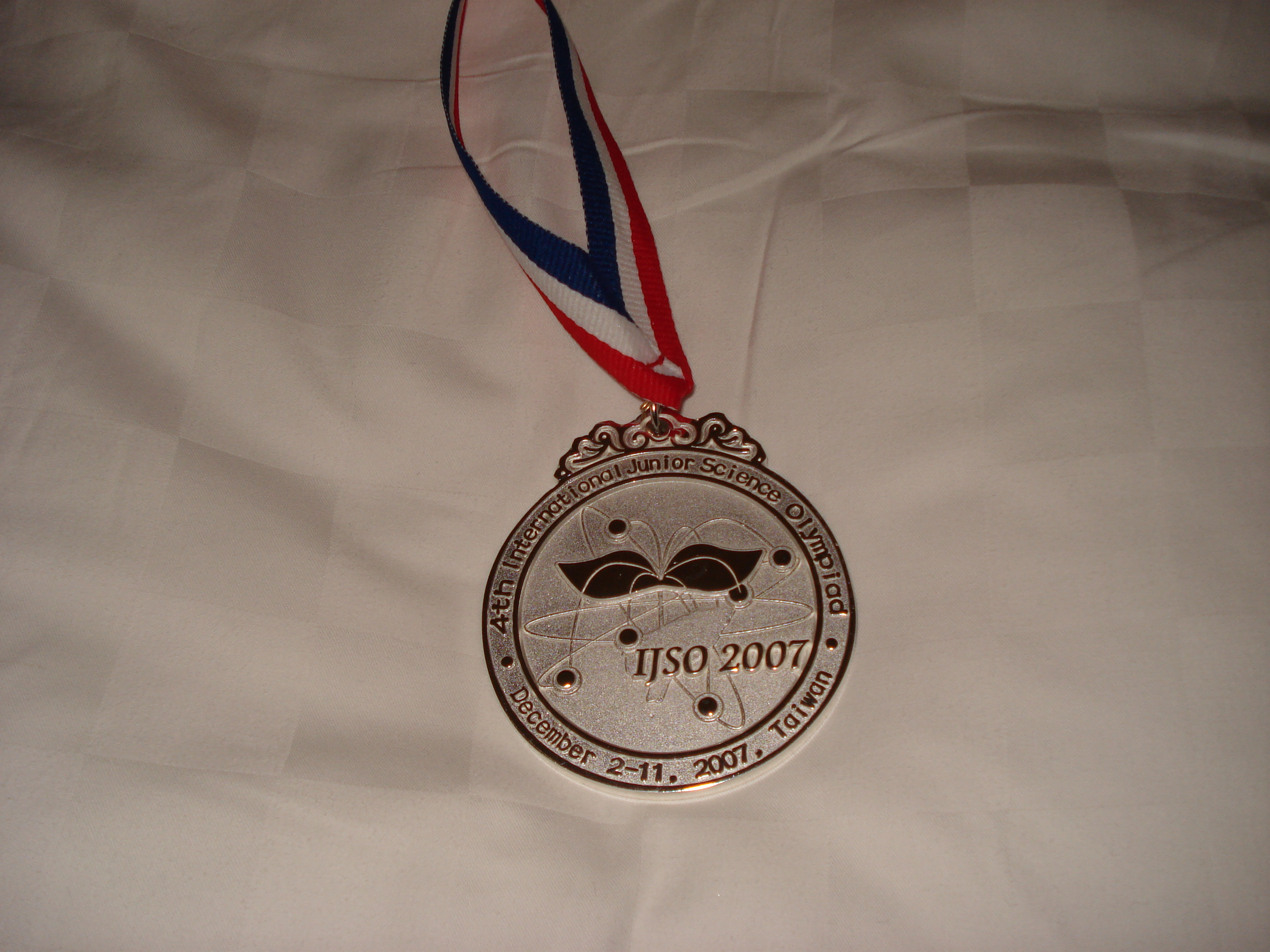
Huy chương Bạc IJSO 2007

Sau khi chấm điểm các phần thi, học sinh sẽ được xếp hạng theo điểm số. Sau đó top 10% thí sinh sẽ nhận Huy chương Vàng, 20% tiếp theo sẽ nhận Huy chương Bạc và 30% tiếp theo nhận Huy chương Đồng.
Các giải đồng đội cũng được trao cho các kết quả tốt nhất ở phần thi thực nghiệm và cho nước xuất sắc nhất trong kỳ thi. Các giải cá nhân sẽ được trao cho học sinh xuất sắc nhất trong phần thi lý thuyết và cho học sinh có điểm chung cuộc cao nhất. Ủy ban Tổ chức Địa phương (tiếng Anh: Local Organizing Committee, viết tắt: LOC) có trách nhiệm trao giấy chứng nhận tham gia kỳ thi cho tất cả các thí sinh, lãnh đạo, và các quan sát viên.

## Những nước chủ nhà
- 2004 -  Jakarta, Indonesia
- 2005 -  Yogyakarta, Indonesia
- 2006 -  São Paulo, Brasil
- 2007 -  Đài Bắc, Đài Loan
- 2008 -  Gyeongsangnam-do, Hàn Quốc
- 2009 -  Baku, Azerbaijan
- 2010 -  Abuja, Nigeria
- 2011 -  Durban, Nam Phi
- 2012 -  Tehran, Iran
- 2013 -  Pune, Ấn Độ
- 2014 -  Mendoza, Argentina
- 2015 -  Daegu, Hàn Quốc
- 2016 -  Bali, Indonesia
- 2017 -  Arnhem và Nijmegen, Hà Lan
- 2018 -  Gaborone, Botswana
- 2019 -  Doha, Qatar
- 2020 -  Frankfurt, Đức (bị hủy do đại dịch COVID-19)
- 2021 -  Dubai, UAE (tổ chức trực tuyến)
- 2022 -  Bogota, Colombia (chính thức)
- 2023 -  Bangkok, Thái Lan (chính thức)
- 2024 -  Bucharest, Romania (chính thức)
- 2025 -  Nga (chính thức)